# (9918) 1979 MK3
(9918) 1979 MK3 là một tiểu hành tinh vành đai chính quay quanh Mặt Trời với chu kỳ 5.47 năm. Nó thuộc nhóm Hygiea.
Tiểu hành tinh này được phát hiện ngày 25 tháng 6 năm 1979 bởi Eleanor Helin và Schelte Bus ở Đài thiên văn Siding Spring, tên chỉ định của nó là "1979 MK3".